# Lichtblick Seniorenhilfe
Lichtblick Seniorenhilfe e. V. (Eigenschreibweise: LichtBlick) ist ein 2003 gegründeter gemeinnütziger Verein zur Unterstützung und Betreuung armutsbetroffener und bedürftiger Personen. Mit Standorten in München, Münster und in Niederbayern ist er bundesweit aktiv. Er finanziert sich durch Spenden und Patenschaften.

## Geschichte, Ziele und Tätigkeit
Die Organisation wurde 2003 von Lydia Staltner in München als Verein, der sich bedürftiger alter Menschen annimmt, gegründet. Er unterstützt Senioren mit finanziellen Soforthilfen, monatlichen Patenschaften, kostenlosen Veranstaltungen, Einkaufsgutscheinen, Hausnotruf, Gratis-Mittagstisch sowie Essen auf Rädern. Laut Lydia Staltner hatten viele der Menschen, die sich im Rentenalter an den Verein wandten, ein ganz normales Erwerbsleben geführt. 70 Prozent seien Frauen, die unter anderem als Verkäuferinnen und Krankenschwestern gearbeitet hatten.
Die Antragssteller müssen mindestens 60 Jahre alt sein und über einen deutschen Rentenbescheid verfügen. Aus den Einkünften (Rente) und den monatlichen Kosten (wie Miete, Strom, Versicherungen) wird errechnet, ob eine Unterstützung gewährt werden kann. Zuwendungen gibt es für Lebensmittel, Kleidung, Schuhe, Haushaltsgeräte, wie Waschmaschinen, Kühlschränke oder Herde, und Möbel, Zuzahlungen für Medikamente, Brillen und vieles mehr, wie etwa auch eine Tierarztrechnung oder die Fußpflege. Die Seniorenhilfe unterstützt bedürftige Senioren solange, bis sich ihre Lebenssituation gebessert hat. Wenn dieser Fall nicht eintritt, unterstützt der Verein sie bis an ihr Lebensende. Durch ein Patenschaftsmodell, das aus Spenden finanziert wird, können arme Rentner zusätzlich jeden Monat 35 Euro erhalten, um sich mal kleine Wünsche zu erfüllen zu können. Außerdem organisiert der Verein regelmäßig Veranstaltungen für bedürftige Rentner.
Laut der Süddeutschen Zeitung waren 2020 etwa 16 000 Bedürftige im Seniorenalter beim Verein registriert. Laut einer Pressemitteilung des Vereins vom November 2024 ist diese Zahl seither auf 31 000 angestiegen. 2019 gab er mehr als 1,1 Millionen Euro für Patenschaftshilfe aus. „Auf fast zwei Millionen Euro summierten sich die Soforthilfen, die Rentnerinnen und Rentner schnell und unbürokratisch erhielten“. 2023 waren es laut Jahresbericht des Vereins bereits 7,5 Millionen Euro.
Der Verein ist seit 2003 in Ober- und Niederbayern aktiv und hat seit Sommer 2016 auch in Münster (NRW) einen Standort.

## Unterstützer
Die Organisation wird u. a. von Saskia Greipl, Eckart Witzigmann, Carolin Reiber, Toni Meggle, Monika Baumgartner  und Ludwig Maurer (Koch) unterstützt.
Eckart Witzigmann gab 2011 ein Kochbuch für bedürftige Rentner mit Rezepten für preiswertes Kochen von Sterneköchen wie Karl Ederer und Hans Haas heraus unter dem Titel Küche zum kleinen Preis. Ein Lichtblick für jeden Tag!  Ein Teil des Erlöses kam dem Verein zugute.

## Auszeichnungen
- 2007: Startsocial-Auszeichnung durch Bundeskanzlerin Angela Merkel
- 2015: Bayerische Staatsmedaille für soziale Verdienste für LichtBlick-Gründerin Lydia Staltner[12]
- 2018: Goldene-Bild-der-Frau-Auszeichnung als Heldin des Alltags für LichtBlick-Gründerin Lydia Staltner[13]
- 2019: Förderpreis der Raiffeisenbank München-Süd
- 2023: Bundesverdienstkreuz am Bande für LichtBlick-Gründerin Lydia Staltner